# 독일 국립도서관
독일 국립도서관(독일어: Deutsche Nationalbibliothek 도이체 나치오날비블리오테크[*], 약칭 DNB)은 독일연방공화국의 국립도서관이다. 독일 도서관(Deutsche Bibliothek, DBB)로 불리다가, 2006년 6월 29일 "독일 국립도서관에 관한 법률"이 발효되면서 현재의 이름으로 바뀌었다. 도서관 건물은 프랑크푸르트와 라이프치히의 두 곳에 분산되어 있으며 음악자료관은 베를린에 위치해있다.
법률에 따라 1913년 이후 독일에서 출판된 출판물, 외국에서 출판된 독일어로 된 출판물, 독일 출판물의 외국어 번역물, 독일과 관련된 외국어 출판물을 수집하고 있다. 그 외에도 독일 문헌서지를 작성하고 있다.

## 역사
1848년 독일 혁명 동안, 독일 내의 많은 서적상들이나 출판사들은 여러 서적들을 프랑크푸르트 의회의 의회의 도서관에 제공하였으며, 의회도서관은 제국도서관(Reichsbibliothek)으로 불리게 되었다. 국민의회가 실패하여 해체되자 의회도서관 역시 버려졌고, 재고들은 뉘른베르크의 게르만 국립박물관으로 옮겨졌다.
1912년, 매년 열리는 라이프치히 도서전에서 작센 왕국과 독일서적상협회(Börsenverein der Deutschen Buchhändler)는 라이프치히 시에 독일 국립도서관을 설립하는 것에 동의하였고, 1913년 1월 1일부로 모든 독일어 출판물은 체계에 따라 정리되기 시작하였다. 동년에 구스타프 발(Gustav Wahl) 박사가 초대 관장으로 선출되었다.
1946년에는 프랑크푸르트에 독일의 기록보관 도서관의 재설립이 착수되었고 프랑크푸르트 시의 지원과 함께 설립되었다. 이에 따라 동독과 서독으로 나뉜 독일 지역에는 2개의 국립도서관이 생기게 되었으나, 매년 출판된 국립도서관 카탈로그는 내용상 거의 동일한 것이었다.
1990년의 독일 통일에 따라, 라이프치히 독일 문고와 프랑크푸르트 독일 도서관은 "독일 도서관"(Die Deutsche Bibliothek)으로 융합되었다. 2006년 6월 29일부터 발효된 "독일 국립도서관에 관한 법률"(Gesetzes über die Deutsche Nationalbibliothek)에 따라 도서관의 명칭은 "독일 국립도서관"으로 변경되었으며, 자료수집 업무가 확장되어 온라인 출판물을 포함하여 독일의, 또는 독일어로 된 여러 종류의 출판물들이 독일 국립도서관으로 수집되고 있다.